# Société par actions simplifiée unipersonnelle
 (août 2018).
Pour les articles homonymes, voir Sasu.
Une société par actions simplifiée unipersonnelle (SASU) est l'entreprise d'une personne physique ou morale qui crée une société par actions simplifiée (SAS) dont elle sera l'unique actionnaire. Cette situation peut aussi résulter de la réunion dans les mains d'une seule personne des actions d'une SAS.

## Descriptions
La SASU présente l'avantage de faciliter le développement ultérieur de l'entreprise par le biais du régime des sociétés de capitaux :
- Liberté pour la cession des actions ;
- Liberté d'organisation du fonctionnement.

Caractéristiques d'une SASU :
- Personnalité juridique : personne morale (entité virtuelle qui a la personnalité juridique) ;
- Responsabilité : limitée à hauteur des apports (c'est-à-dire que l'actionnaire unique ne peut pas être poursuivi sur son patrimoine personnel pour des dettes contractées par la société) ;
- Dirigeant : président nommé par l'actionnaire ;
- Vente du capital : cession libre des actions selon les dispositions statutaires ;
- Avantages et inconvénients :
  - Risques limités aux apports ;
  - Un seul associé ;
  - Souplesse de la SAS, notamment la libre rédaction des statuts ;
  - Forte couverture sociale.

L'un des avantages de la SASU réside dans la libre rédaction des statuts. En effet, bien que des clauses restent obligatoires, il est possible d'opter pour des clauses personnalisées. Parmi les clauses obligatoires et communes à toutes les sociétés, on retrouve celle relative à l'objet social permettant de décrire l'activité de l'entreprise. Est également obligatoire la clause relative aux organes de direction (nomination du président, droit et responsabilité des associés, etc.). Ainsi que celle précisant le montant du capital social.
Différences entre une SASU et une entreprise unipersonnelle à responsabilité limitée (EURL) :
- la SASU permet plus de libertés qu'une EURL qui reprend le cadre légal d'une société à responsabilité limitée (SARL) ;
- la SASU assure au dirigeant le statut social d'assimilé salarié, affilié au régime général de la sécurité sociale. En revanche, l'EURL impose au dirigeant d'être travailleur non salarié, affilié à la sécurité sociale des indépendants (Voir : Régime social des indépendants en France) ;
- en principe, l'EURL est imposée à l'impôt sur le revenu (IR) et la SASU à l'impôt sur les sociétés (IS). Dans les faits, le choix est proposé  dans les deux cas ;
- la SASU est plus avantageuse pour une rémunération sous forme de dividendes à la fin de l'exercice, quand l'EURL permet une rémunération mensuelle plus confortable. À noter que, depuis le 1er janvier 2018, le mécanisme de l'impôt à taux unique rend l'imposition des dividendes (et des revenus de capital de manière générale) plus simple en les soumettant à un taux d'imposition unique de 30 %.